# Blauwbuiksabelvleugel
De blauwbuiksabelvleugel (Campylopterus falcatus) is een vogel uit de familie Trochilidae (kolibries).

## Verspreiding en leefgebied
Deze soort komt voor van noordoostelijk Venezuela tot noordoostelijk Ecuador.